# 혀기형 증기 기관차
혀기형 증기 기관차는 1927년부터 762mm 궤간의 협궤 철도였던 수려선과 수인선에서 운행하기 위해 대한민국에 도입된 협궤 증기기관차였다. 이름은 ‘협’(狹)의 일본어 발음과 ‘기’(機)의 한국어 발음을 합한 것에서 유래하였다.
1965년 협궤 동차가 개통되면서 같이 운행하다가 점차 운행 빈도가 낮아졌다. 결국 1978년에 차량의 크기가 작아 견인력과 속도가 현저히 떨어져 운행의 타당성이 동차에 비해 낮기 때문에 완전히 폐지되었다.

## 보존
- 혀기1-1형: 경춘선 화랑대역. 서울 어린이대공원에 있다가 2017년 5월 18일 이전하였다.[2]
- 혀기7-7형: 인천광역시 남동구 소래역사관 앞. 그 전에는 인천 남동구청 앞 담방문화근린공원에 있었으나, 옮겨 왔다.
- 혀기8-28호: 서울특별시 종로구 국립어린이과학관.
- 혀기11-12호: 경기도 용인시 처인구 포곡읍 삼성화재교통박물관.
- 혀기11-13호: 경기도 의왕시 철도박물관.
- 혀기11-14형: 강원도 평창군 대관령면 용평리조트.

## 기타
혀기 11-14호는 영화 ‘엄마없는 하늘아래’에 등장한 적이 있다. 차호 불명의 1량이 영화 ‘오, 인천’에 등장하였다.

## 사진

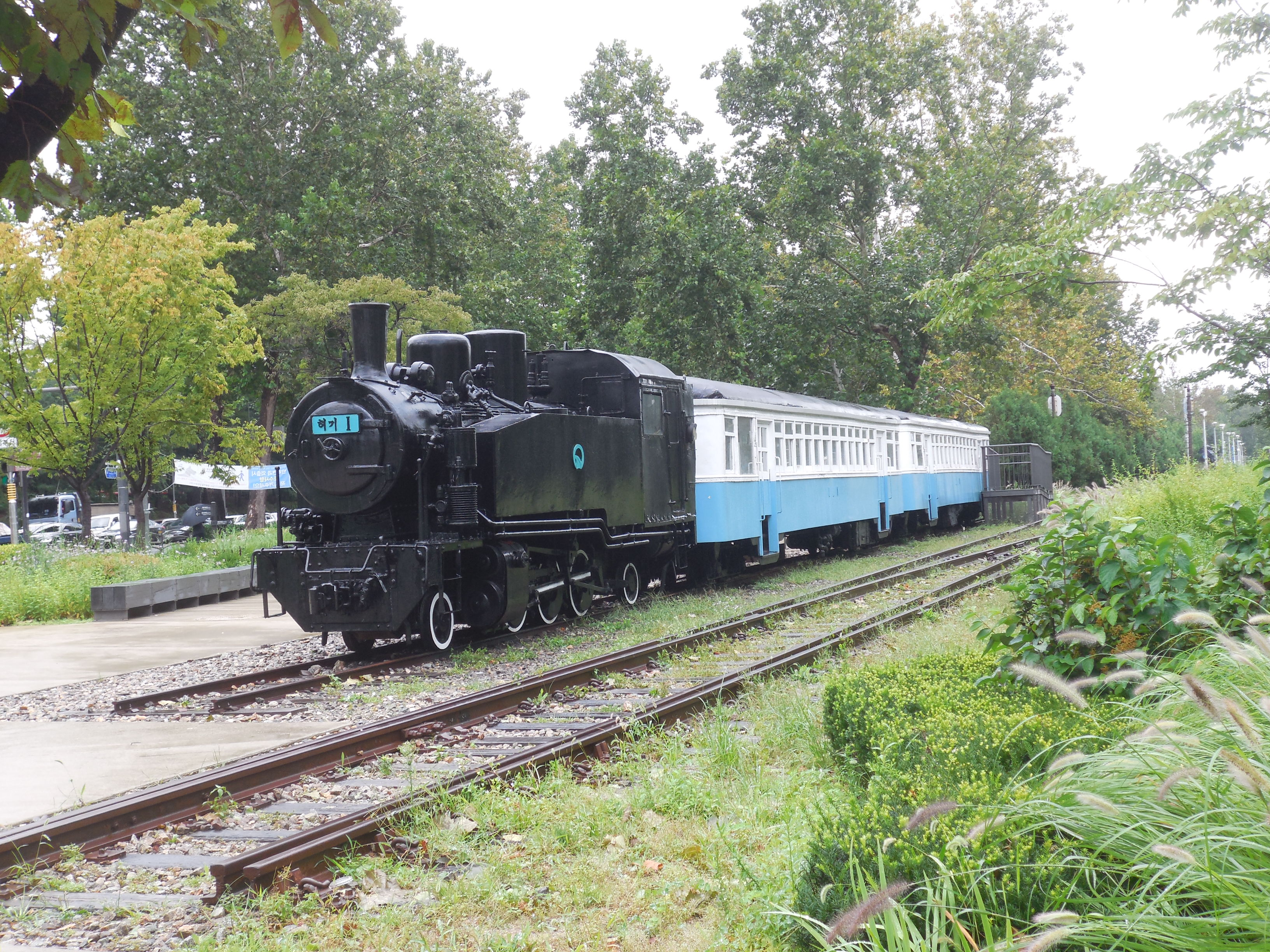
혀기1형 증기 기관차
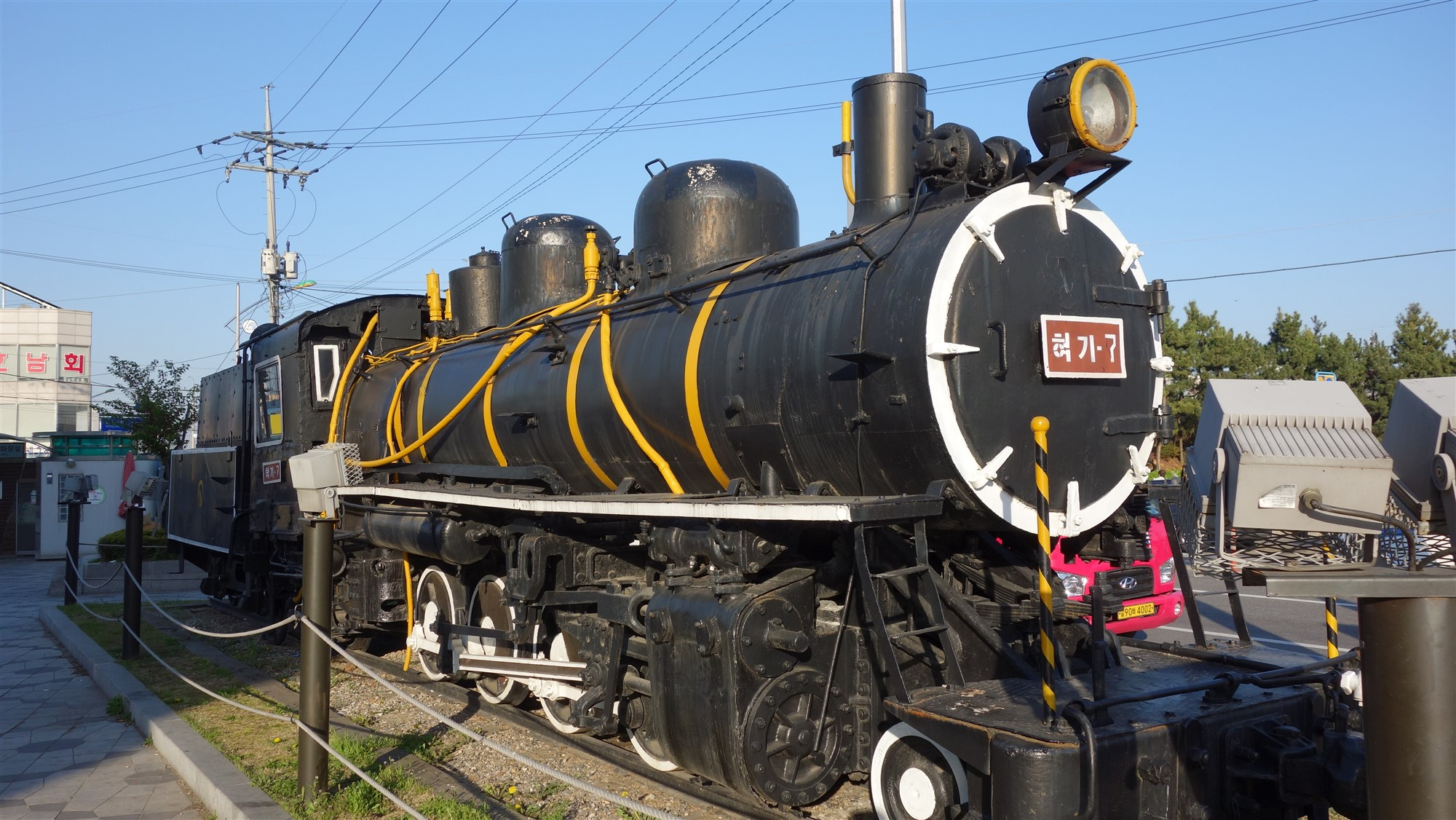
혀기7형 증기 기관차
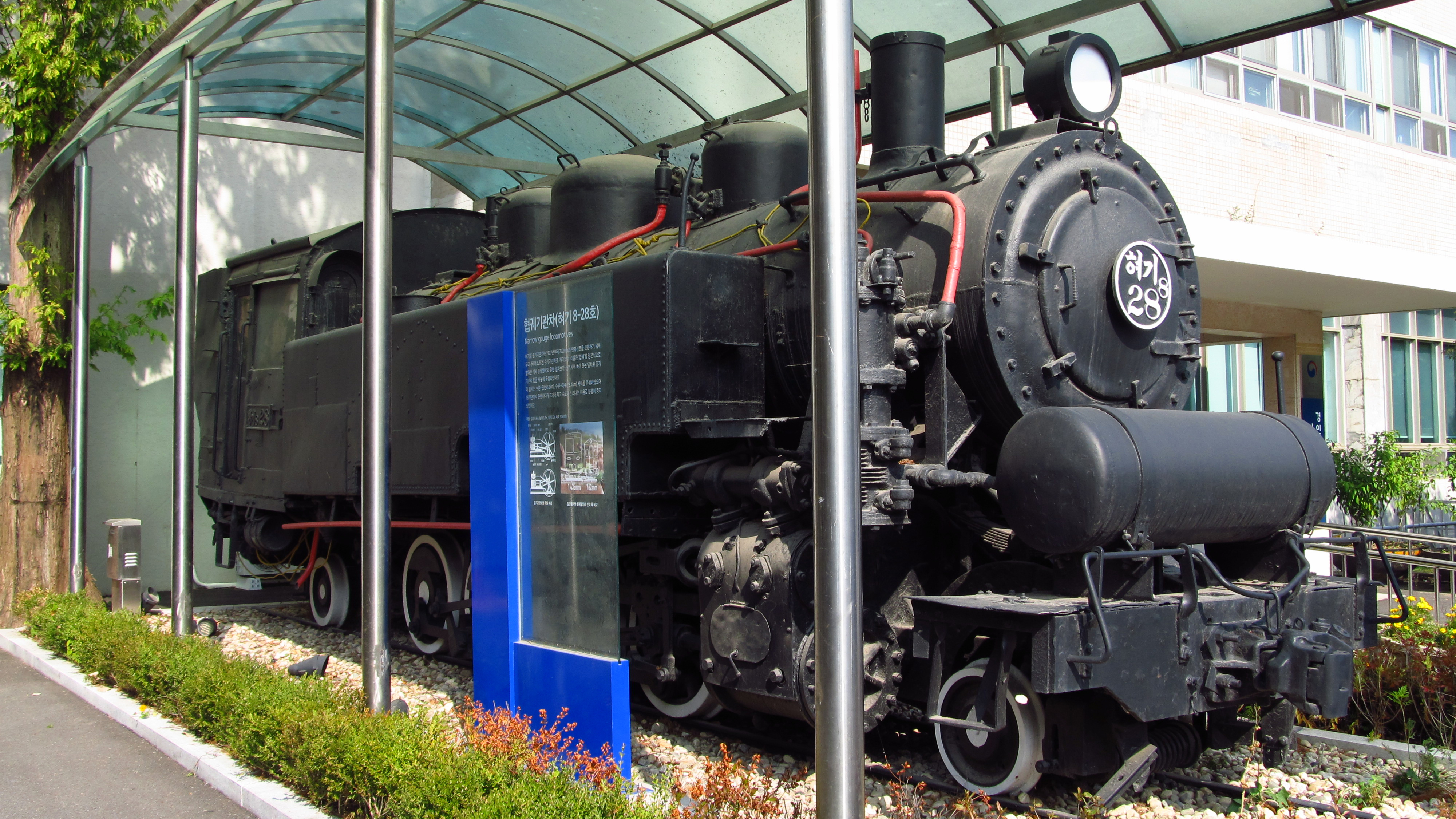
혀기8형 28호 증기 기관차
혀기11형 12호
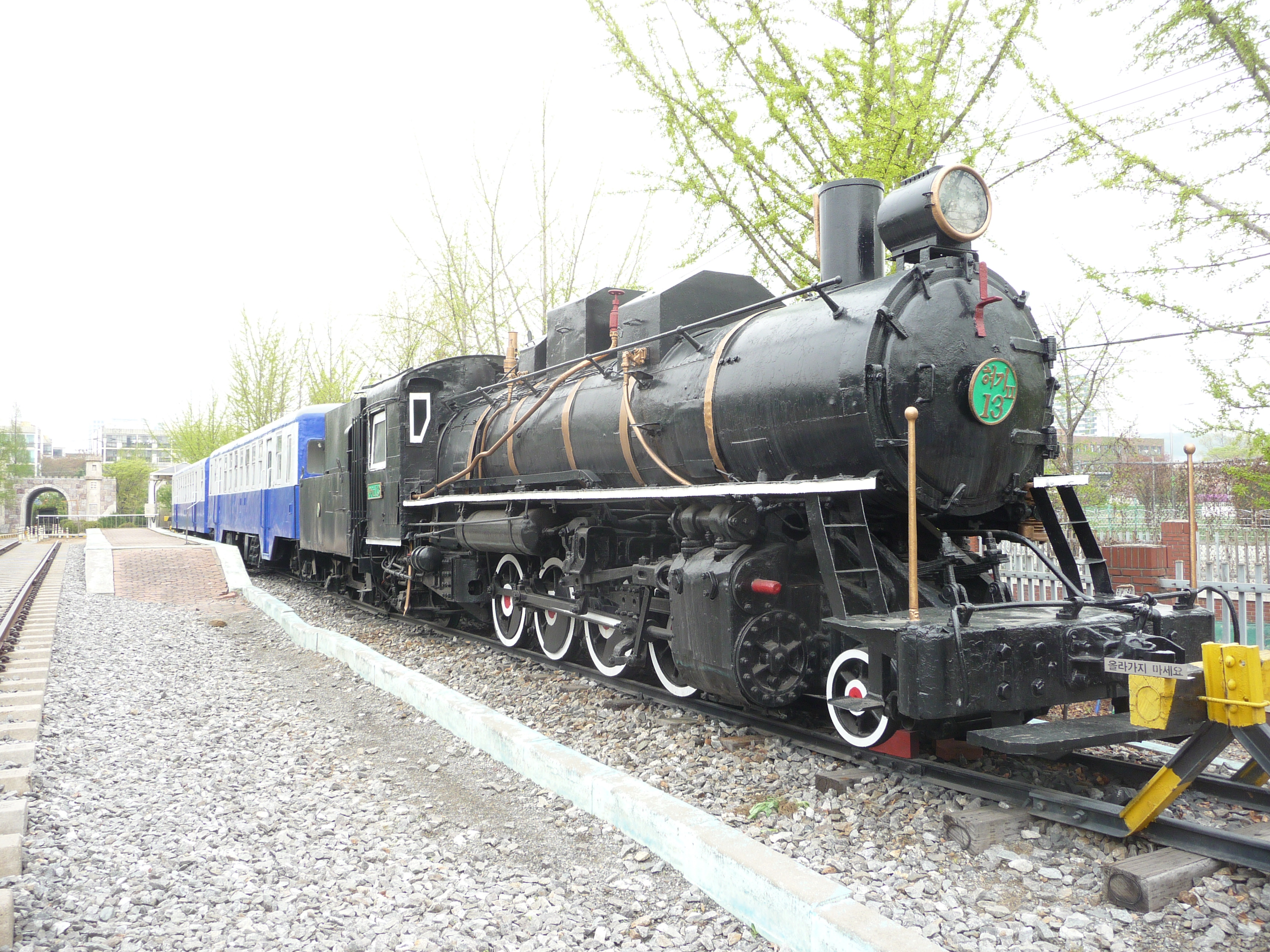
혀기11형 13호
혀기11형 14호